# كلية العلوم الاجتماعية والإسلامية بجامعة باتنة
كلية العلوم الاجتماعية والإسلامية بجامعة باتنة هي كلية جديدة، كانت من قبل معهدا تابعا للجامعة الإسلامية الأمير عبد القادر بقسنطينة الجزائر، ثم أصبحت تابعة لجامعة باتنة بولاية باتنة شرق الجزائر. وتقع بجوار مسجد أول نوفمبر الذي أنشئ تخليدا لجهاد الشعب الجزائري للمحتل الفرنسي، واعترافا بفضل الإسلام في الحفاظ على هويته من الطمس. وتضم الكلية ثلاث أقسام وفقا لتسميتها يدرس الطلبة تخصصات مختلفة:
- قسم علم الاجتماع
- قسم أصول الدين: وفيه عدة فروع:
  - فرع الكتاب والسنة
  - فرع الدعوة والإعلام
  - فرع العقيدة
- قسم الشريعة وفيه ثلاثة فروع
  - فرع الفقه والأصول
  - فرع الشريعة والقانون
  - فرع الاقتصاد الإسلامي.